# IFK Gävle
IFK Gävle är en idrottsförening i Gävle i Sverige. Klubben bildades den 12 mars 1897, och stavades IFK Gefle fram till mitten av 1943. En gång i tiden bedrev klubben många olika verksamheter, men från och med 2001 fanns bara ett damlag i fotboll kvar. I början av november 2013 meddelades att föreningen skulle läggas ner.

## Grenar

### Bandy
1905 introducerade IFK Gävle sporten bandy i Gävle. Första matchen spelades den 15 januari 1905. Laget nådde svenska mästerskapsfinalen 1907, där man föll med 1-4 mot IFK Uppsala. IFK Gävle vann även alla distriktsmästerskap 1908-1918.

### Bordtennis
Säsongen 1963/1964 startade klubben en sektion för bordtennis. Samma säsongen lade klubben Hemgårdspojkarna ner sin bordtennissektion, och många ungdomar bytte klubb till IFK Gävle. Säsongen 1965/1966 vann herrlaget Division V och flyttades upp till Division IV, och säsongen 1966/1967 vann herrlaget Division IV Nordsvenska södra. Inför säsongen 1967/1968 flyttades verksamheten till stadsdelen Brynäs, och den då nybyggda Stenebergsskolan. Säsongen 1967/1968 slutade herrlaget trea i Division III. Säsongen 1969/1970 vann herrlaget Division III, där man spelade de två kommande säsongerna för att sedan åka ur. Säsongen 1979/1980 slogs verksamheten samman med BTK Urnan.

### Fotboll

#### Herrar
Herrlaget i fotboll blev distriktsmästare 1909 och 1910. 1909 spelade man även IFK-mästerskap mot IFK Göteborg, och föll med 2-3. 1911 hade man för första gången en deltagare i svenska landslaget. IFK Gävle debuterade i Division III säsongen 1942/1943 . 1998 spelade laget i Division 2, då Sveriges tredjedivision , från vilken man 1999 degraderades . År 2000 degraderades laget ännu en division neråt, från Division 3 till Division IV . På grund av brist på spelare samt en ej fungerande fotbollssektion beslutade man sig för att lägga ner herrlaget i fotboll inför 2001 års säsong.

#### Damer
Den 19 juni 1921, i samband med svenska kamratmästerskapen i friidrott på Strömvallen, spelade IFK Gävle sin första dammatch i fotboll, Kastets IF besegrades med 1-0. Några år senare lades damlaget ner. 1977 återstartades fotbollen för damer, och samma år startade klubben även fotbollslag för flickor.
1992 slutade damlaget på andra plats i Division 3 för damer i Gästrikland efter Sandvikens IF, som därmed blev direktkvalificerade för division 2 för damer. På grund av avhopp av ett lag i division 2 erbjöds dock IFK Gävle en friplats i Division 2 Södra Norrland, som man tog. 1993 slutade man i mitten av serien, och 1994 vann man den. I kvalspelet till Division 1 mötte man Bollsta IF och Hornskrokens IF, men IFK Gävle gick inte vidare. 1995 flyttades laget till Division 2 Östra Svealand, där man även spelade 1996. 1996 föll man ur Division 2 och fick starta om i Division 3 Gästrikland. Man tog därefter beslut om samarbete inom damverksamheten med IK Huge, som 1996 degraderat till Division 3.
Damlaget spelade 2002 i Division 1 Norra. Det gjorde man också säsongerna 2008 och 2011. Till säsongen 2011 fick man en friplats som man tog då Danmarks IF hoppade av. Efter en säsong i Division 1 spelade man åter i division 2 säsongen 2012.

### Friidrott
Friidrott bedrevs tidigt, och vid OS i Paris 1900 hade klubben två deltagare, Tore Blom i höjdhopp och längdhopp och Isaac Westergren på 60 och 100 meter löpning. Vid extraspelen i Aten 1906 deltog Ernst Serrander i 800 meter löpning. Vid OS i Stockholm 1912 deltog Nils Frykberg på 1500 meter, och 3000 meter laglöpning. Erik Almlöf deltog i trestegshoppningen, där han tog brons. Vid OS i Antwerpen 1920 deltog Erik Almlöf, som återigen tog en bronsmedalj i trestegshoppning. Andra deltagare var Rolf Franksson i längdhopp, Göran Hultin på 110 meter häck, Fritz Kiölling 1500 på meter och Sven Krokström på 200 meter. Vid OS London 1948 deltog Gustav Östling i maraton, och slutade på 7:e plats. Vid OS i Helsingfors 1952 deltog Gustav Östling och Henry Norrström i maraton, med 12:e respektive 29:e plats som resultat där.
1930-talet var en period av motgångar, men 1940-talet en ny storhetsperiod. Under 1980-talet blev friidrottssektionen vilande.

### Gymnastik
Gymnastik bedrevs från början.

### Handboll
Ett herrlag i handboll startade säsongen 1936/1937, som då hamnade långt ner i sin serie, för att säsongen därpå sluta tvåa. Detta lag spelade i Gästrikeserien, som några år kallades Uppsvenskan. Oftast deltog bara lag från Gävle och Sandviken, ibland var spelområdet utvidgat till platser som Dalarna och Uppsala. 1937 startade klubben ett damlag i handboll. Det fanns också pojklag, juniorlag och reservlag. Sektionen kallades för Gymnastik och handboll. 1954 lade klubben ner handbollsverksamheten, i en tid då många klubbar i Gävle med handbollslag hade problem med att hitta lokaler.

### Ishockey
I mitten av 1938 tog IFK Gävle initiativ till ishockey i Gävle, och en ishockeybana på orten. Den byggdes, och i februari 1939 spelades den första matchen på Gävle Ishockeybana. Fram till december 1943 bedrevs banan i IFK Gävles regi. Därefter köpte Brynäs IF och Gefle IF den.

### Konståkning
Einar de Flon från IFK Gävle vann 1899 första pris i juniorernas konståkning. 1903 ansågs han vara en av världens främsta. 1908 tog Richard Johansson OS-silver i London, och han blev även svensk mästare 1908, 1909 och 1910.

### Tennis
Tennis bedrevs framgångsrikt under 1910-talet.